# Vestit hàptic
Un vestit hàptic (també conegut com a vestit tàctil, vestit de joc o armilla hàptica) és un dispositiu portàtil que proporciona retroalimentació hàptica al cos.

## Història

### Aura Interactor (1994)
L'any 1994 Aura Systems va llançar "l' Interactor Vest", ideat pel vicepresident de tecnologies d'àudio i vídeo d'Aura, Larry Shultz per "sentir" el so dels videojocs i programes de televisió. L'Interactor era un dispositiu de retroalimentació de força portàtil que controla un senyal d'àudio i utilitza la tecnologia d'actuador electromagnètic patentada d'Aura per convertir les ones sonores de baix en vibracions que poden representar accions com un cop de puny o una puntada de peu. L'armilla Interactor es connecta a la sortida d'àudio d'un equip de música, TV o VCR i l'usuari disposa de controls que permeten ajustar la intensitat de la vibració i filtrar els sons d'alta freqüència. L'armilla Interactor es porta a la part superior del tors i el senyal d'àudio es reprodueix a través d'un altaveu incrustat a l'armilla. Els números de vendes no estan clars, però tenen números tan baixos com 5000 de la seva armilla Interactor venuda a Toys R Us i altres botigues d'electrònica. Més tard, l'Aura va començar a enviar l'Interactor Cushion, un dispositiu que funciona com l'armilla, però en lloc de portar-lo, es col·loca contra el respatller del seient i l'usuari s'hi ha de recolzar. Tant l'armilla com el coixí es van llançar amb un preu de 99 dòlars.

### HugShirt (2002)
El gener de 2002, Francesca Rosella i Ryan Genz, aleshores investigadors de l'Interaction Design Institute Ivrea a Itàlia, van dissenyar l'HugShirt. L'Hugshirt és un dispositiu de telecomunicació tàctil que permet a l'usuari trametre la sensació d'un abraçada a un ésser estimat llunyà. Les HugShirts inclouen sensors tàctils i actuadors hàptics que funcionen conjuntament per capturar i recrear el tacte a distància. Les àrees de sensor col·locades a la peça capturen el tacte de la persona que la porta, les dades es transfereixen al seu dispositiu mòbil on l'aplicació Hug crea un missatge Hug que s'envia a l'usuari receptor d'una segona HugShirt en un altre lloc del món. Els actuadors de l'HugShirt receptor recreen el tacte que va crear el primer usuari. La HugShirt va ser guardonada amb el primer premi al Cyberat Bilbao Festival, i posteriorment premiat per la revista Time com un dels millors invents de l'any 2006.

### 3RD Armilla espacial (2007)
Al novembre de 2007, TNGames va llançar el 3rd Space Arm. L'armilla utilitza vuit "punts de contacte" de marca registrada que simulen trets, cops del cos o forces G associades a la conducció de cotxes de carreres. a diferència dels accessoris tradicionals de retroalimentació de força, l'armilla és direccional, de manera que també es pot sentir l'acció que té lloc fora del camp de visió del jugador. Un jugador colpejat per un tret per darrere sentirà realment el tret a l'esquena, mentre que d'altra manera pot ser que no en sigui conscient mitjançant senyals visuals estàndard. Actualment, els jugadors tenen tres maneres de fer servir l'armilla. Jugar a jocs amb integració directa, com ara la tercera incursió espacial de TN Games, usar els controladors del tercer espai mentre es juga a un joc (controladors actualment en Beta 2) o instal·lar modificacions fetes especialment per a un joc. De moment, l'armilla funciona amb: Call of Duty 2: 3a edició espacial, 3a incursió espacial, Half-Life 2: episodis 1 i 2, Crysis, Territori enemic: Quake Wars, Clive Barker's Jericho, Unreal Tournament 3, F.E.A.R., Medal of Honor: Airborne, Quake 4 i Doom 3.

### Armilla de joc tàctil (2010)
Demostrada al Haptics Symposium 2010, l’Armilla de joc tàctil (TGV) és un dispositiu de retroalimentació hàptic dissenyat per augmentar la immersivitat del first- i shooter en tercera persona jocs i va ser desenvolupat per Saurabh Palan i el seu equip de l'Haptics Lab de la Universitat de Pennsylvania. L'armilla pot simular trets, talls i sensacions de flux sanguini. També s'estan desenvolupant altres sensacions, com cops de cop/puntades, cops corporals i l'entorn que l'envolta (temperatura, impactes deguts a artilleries i municions).

### ARAIG (2013)
El 31 de maig de 2013, es va llançar una campanya Kickstarter per recaptar fons per al desenvolupament d'ARAIG (As Real As It Gets), un dispositiu portàtil de retroalimentació i estimulació muscular elèctrica per utilitzar-lo en videojocs. Compta amb 16 punts de retroalimentació a la part davantera, 16 a la part posterior i 8 a cada costat. La campanya Kickstarter va fracassar, ja que només va recaptar 126.625 dòlars del seu objectiu de 900.000 dòlars.

### KOR-FX (2014)
El KOR-FX Gaming Vest utilitza la premiada tecnologia 4DFX que transforma l'àudio procedent dels vostres jocs o mitjans en feedback hàptic (tàctil) d'alta definició. Aquest projecte es va finançar a Kickstarter el 2014.

### Teslasuit (2018)
Teslasuit és una plataforma de feedback hàptic de cos sencer per a la realitat virtual i augmentada.
Pot transferir sensacions de la realitat virtual a un cos humà mitjançant impulsos elèctrics controlats per un petit ordinador (unitat de control) amb un sistema avançat de captura de moviment a bord. Teslasuit dona la capacitat no només d'observar i experimentar la realitat virtual, sinó d'actuar per si mateix i sentir sensacions que es generen en el món virtual. La tecnologia es basa en l'estimulació neuromuscular que s'utilitza àmpliament en l'electroteràpia, la medicina i l'esport professional. Teslasuit incorpora una malla de sensors que poden oferir una àmplia gamma de sensacions com el tacte, el vent, l'aigua, la calor, el fred així com la força amb polsos elèctrics suaus. També pot recollir dades del cos per al seguiment del moviment en temps real i diversos paràmetres biomètrics. Teslasuit es va llançar per utilitzar-lo en la formació XR de serveis empresarials i governamentals el primer trimestre de 2019.
Teslasuit ha guanyat diversos premis internacionals de prestigi, com ara el millor producte VR/AR al CES 2019 i el premi Red Dot al millor dels millors (2019) en disseny industrial.

### HAPTIKA (2015)
HAPTIKA està desenvolupant aparells de retroalimentació hàptic que es poden portar a tot el cos amb funcions de captura de moviment i sensació de temperatura. L'armilla de retroalimentació HAPTIKA es va comercialitzar el març de 2016 i esperen comercialitzar el seu sistema de feedback hàptic de cos sencer el juliol de 2016.

### SoundShirt (2016)
La SoundShirt és una samarreta que permet als membres del públic sord i oient experimentar la música i la RA millorada per sensacions tàctils (tàctils). El SoundShirt va ser utilitzat per a la seva primera actuació per la Junge Symphoniker Orchestra a Hamburg, Alemanya. Durant una actuació en directe o virtual, la samarreta mapea diferents sons musicals a sensacions hàptiques en diferents parts del cos, permetent que els mitjans se sentin físicament. La SoundShirt inclou 30 actuadors hàptics de força múltiple incrustats en una peça. The SoundShirt és el guanyador del premi a la innovació NETEXPLO de la UNESCO 2019, i l'audiència del futur INNOV ATE UK Innovation Grant.

### Rapture (2016)
L'armilla hàptica Rapture està en desenvolupament per utilitzar-la als centres d'entreteniment de realitat virtual The VOID. Es basa en motors de vibració i transductors.

### NullSpace VR (Hardlight Suit) (2016)
NullSpace VR desenvolupa un vestit de retroalimentació hàptica de la part superior del cos i guants amb seguiment autònom per a la realitat virtual. Es col·loquen un total de 32 coixinets de retroalimentació hàptica al voltant del cos amb 117 efectes hàptics integrats. Actualment, l'SDK per a desenvolupadors està disponible perquè els desenvolupadors creïn les seves pròpies "animacions hàptiques". NullSpace VR va executar un kickstarter amb èxit el març de 2017. Aquest projecte va fer fallida el setembre de 2018.

### AxonVR (2016)
AxonVR, ara HaptX, està desenvolupant un vestit de retroalimentació hàptic de cos sencer basat en actuadors hidràulics en miniatura

### bHaptics TactSuit (2017)
va llançar tres productes que són una armilla basada en 40 punts hàptics, una màscara hàptica i una banda de braç hàptic amb 20 punts hàptics.

### Woojer (2017)
Woojer està desenvolupant una armilla hàptica amb un transductor triple patentat, l'Osci. La tecnologia és escalable, de manera que es pot teixir dins d'un tela intel·ligent, així com incloure components més grans i per a ús industrial. Es preveu que l'armilla es comercialitzi el 2018.

### Exoskin NeoSensory (2018)
NeoSensory està desenvolupant una jaqueta hàptica que permet als usuaris experimentar un tacte real a la realitat virtual. Es pot lliurar des del juliol de 2018. L'exoskin NeoSensory permet que l'usuari senti el tacte d'un altre avatar, la paret que ha tocat, gotes de pluja, trets, una abraçada, una explosió i tota la resta. Actualment hi ha disponible un SDK per a desenvolupadors i permet als desenvolupadors crear aplicacions hàptiques d'un altre món que controlen l'exoskin.